# أبو خالد
أبو خالد هي قرية وبلدية حوالي 3 كم من البيضاء و 78 كم من مدينة بلنسية ، إسبانيا. يقع في وادي البيضاء.